# Takamoto Norifumi
Norifumi Takamoto (sinh ngày 31 tháng 12 năm 1967) là một cầu thủ bóng đá người Nhật Bản.

## Sự nghiệp câu lạc bộ
Norifumi Takamoto đã từng chơi cho Toshiba, Nagoya Grampus Eight và Kyoto Purple Sanga.